# Thisiduo
Thisiduo (łac. Diocesis Thisiduensis) – stolica historycznej diecezji w Cesarstwie rzymskim w prowincji Afryka Prokonsularna, sufragania metropolii Kartagina. Współcześnie w Tunezji. Obecnie katolickie biskupstwo tytularne.

## Biskupi tytularni
| Lp. | Biskup                                           | Funkcja                                       | Od                   | Do                |
| --- | ------------------------------------------------ | --------------------------------------------- | -------------------- | ----------------- |
| 1   | John Raphael Quinn                               | biskup pomocniczy San Diego (USA)             | 21 października 1967 | 30 listopada 1971 |
| 2   | Edward Thomas O’Meara                            | biskup pomocniczy St. Louis (USA)             | 28 stycznia 1972     | 21 listopada 1979 |
| 3   | Jesus Aputen Cabrera                             | biskup pomocniczy Lingayen-Dagupan (Filipiny) | 5 maja 1980          | 22 kwietnia 1985  |
| 4   | Josef Voß                                        | biskup pomocniczy Münster (Niemcy)            | 18 marca 1988        | 16 grudnia 2009   |
| 5   | Jean Marie Vu Tât                                | biskup pomocniczy Hưng Hóa (Wietnam)          | 29 marca 2010        | 1 marca 2011      |
| 6   | Leonardo Ulrich Steiner                          | biskup pomocniczy Brasílii (Brazylia)         | 21 września 2011     | 27 listopada 2019 |
| 7   | Mauro Gambetti arcybiskup tytularny pro hac vice | –                                             | 30 października 2020 | 28 listopada 2020 |
| 8   | Júlio César Gomes Moreira                        | biskup pomocniczy Belo Horizonte (Brazylia)   | 23 grudnia 2020      |                   |